# 同志
同志（どうし）とは、志を同じくする（思想を共有する）仲間を指す言葉であり、そういった仲間への呼びかけ、敬称としても用いられる。ただ、漢字文化圏を除けば単に「仲間」を指す言葉を文脈によってそう翻訳するのであり、「戦友」などとも訳しうる場合が多い。
伝統的には社会主義の運動圏において使われた言葉であり、左翼的な色彩を帯びているが、右翼の側でも使われる場合がないわけではない。左翼の影響を強く受けたファシストなどはことにそうである。

## 概要
フランス革命時、Camarade という言葉が革命勢力により使われ始めた。それまでの monsieur （我が主）や madame（我が婦人）に代えて、使用される。もとはスペイン語の camarada （同僚、友人）を借用した言葉である。camarada とは「同室の仲間」を意味し、兵士が兵舎の同じ部屋で寝起きを共にする戦友に対してこう呼んだことに由来する。
19世紀中頃より、社会主義運動において仲間を呼ぶ言葉としてヨーロッパで同志に当たる言葉が使われ始め、ドイツ語の Kamerad や英語の Comrade が登場する。ロシアにおいても、別語源の Товарищ が使用されるにいたり、1917年のソビエト連邦成立後に、広く使われるようになった（ソビエトのテレビニュース「ヴレーミヤ」や、11月7日の革命記念日の式典のテレビ中継でのアナウンサーやレポーターの視聴者への挨拶も「こんにちは、同志の皆さん！」（Здравствуйте,Товарищ!〔ズドラーストヴイチェ・タヴァリッシ！〕）などであった）
中国では、孫文が同志 (tóngzhì, トンズー) という言葉を使い始めたとされている。1949年の中華人民共和国成立後も、中国国内で広く使われるようになった。しかし、台湾において同性愛者間における呼びかけの言葉として同志が用いられ始め、1990年代以降は中国国内においても次第に同性愛者間の呼びかけの意味が強くなってきており、古参の共産党員以外ではあまり用いられなくなっている。国家機関や党内部では2010年代においても「同志」の語が用いられ続けているが、一般社会では誤解を避けるため、革命同志に対しては“先生”か“女士”を使っておいた方が無難である。
日本では、字義通り「志を同じくする者」の意味で社会主義運動に関係なく用いられ、1875年建学の同志社英学校（同志社大学などで知られる、のちの学校法人同志社）の同志に使用されたり、1913年成立の立憲同志会（後の立憲民政党につながる自由民主党の源流の一つ）の名称にも用いられる。日本に社会主義思想が紹介されて普及するに従い社会主義的な意味を帯びるようになる。
日本共産党は、委員長が党大会や党中央委員会総会の幹部会報告などの場で党員を「同志」と現在でも呼んでいる。また、新しく日本共産党に入党した人間は、「（姓名）同志　あなたの入党を心から歓迎します」と書かれた「入党承認証」を受け取る。共産党に限らず新左翼でも同様に「同志」の呼称は使われている。他に、左翼の影響を強く受けた新右翼、民族派においても肯定的に使用される。

## 各言語での「同志」
- フランス語　
  - Camarade 〔カマラード〕
- 英語　
  - Comrade 〔カムレイド〕
- ドイツ語　
  - Kamerad 〔カメラート〕(男), Kameradin 〔カメラーディン〕 (女), Kameraden 〔カメラーデン〕 (複数)
  - Genosse 〔ゲノッセ〕(男), Genossin 〔ゲノッスィン〕 (女), Genossen 〔ゲノッセン〕 (複数) - 同じ利害を共に享受する間柄、というニュアンスがあり、政党や左派勢力の「同志」としてはもっぱらカメラートではなくゲノッセが用いられる。例えば、1989年10月18日に前日の政治局会議でドイツ社会主義統一党書記長解任が決定した東ドイツのエーリッヒ・ホーネッカーが出した声明では、冒頭に「Liebe Genossinnen und Genossen !（親愛なる同志の皆さん！）」と呼び掛けている[6]。
- スペイン語
  - Camarada 〔カマラーダ〕 - 主にスペイン国内
  - Compañero 〔コンパニェーロ〕 - 主にラテンアメリカ
- イタリア語
  - Compagno 〔コンパーニョ〕
- ロシア語
  - Товарищ 〔タヴァーリシチ〕
- 中国語
  - 同志 〔トンズー〕使用例：習近平同志簡歷--領導人活動報道專頁（人民網）
- 朝鮮語
  - 동지、同志 〔トンジ〕  - 目上に用いる。
  - 동무、同務 〔トンム〕  - 目下または同僚に用いる。本来は「親しい友」を意味する固有語であり、漢字表記は無く、同務は当て字。
- ベトナム語
  - Đồng chí、同志 〔ドンチー〕